# Melaleuca sculponeata
Melaleuca sculponeata är en myrtenväxtart som beskrevs av Bryan Alwyn Barlow. Melaleuca sculponeata ingår i släktet Melaleuca och familjen myrtenväxter. Inga underarter finns listade i Catalogue of Life.